# Nagy Katica
Nagy Katica (eredeti neve: Nagy Katalin Angéla; Budapest, 1995. június 17. –) magyar színésznő.

## Életpályája
Kilencéves kora óta szinkronizál. Előbb a Szerb Antal Gimnáziumban tanult, majd a középiskola utolsó két évét a Vörösmarty Mihály Gimnáziumban végezte. 2014–2019 között a Színház- és Filmművészeti Egyetem hallgatója volt. Gyakorlatát a Kecskeméti Katona József Nemzeti Színházban töltötte. 2019–2020-ban szabadúszó, 2020–2021-ben a Budaörsi Latinovits Színház tagja volt.
Simay Barlas török színésznő állandó magyar hangja.

## Filmes és televíziós szerepei
- Semmelweis (2023) ...Hoffmann Emma
- A másik érintése (2023) ...Utazási iroda munkatársa
- Oltári történetek (2022) ...Hevesi Anna
- Mintaapák (2021) ...Olgi
- Így vagy tökéletes (2021) ...Drogos lány
- Magdolna (2020)
- Cseppben az élet (2019)
- Ízig-vérig (2019) ...Jógázó lány
- Alvilág (2019)
- Halálügyész (2018)
- Rossz versek (2018)
- A tökéletes gyilkos (2017)
- Gólyatábor (2016)
- Free entry (2014)